# Vratsa Peak
Der Vratsa Peak (englisch; bulgarisch връх Враца wrach Wraza) ist ein 470 m hoher, felsiger und spitzer Berg auf Greenwich Island im Archipel der Südlichen Shetlandinseln. Er ragt 1 km östlich des Viskyar Ridge zwischen dem Targowischte- und dem Mussala-Gletscher in den Breznik Heights auf.
Bulgarische Wissenschaftler kartierten ihn im Zuge von Vermessungen der Tangra Mountains auf der benachbarten Livingston-Insel zwischen 2004 und 2005. Die bulgarische Kommission für Antarktische Geographische Namen benannte ihn 2005 nach der Stadt Wraza im Nordwesten Bulgariens.